# قرض‌الحسنه
در قرآن و احادیث پیامبر اسلام و ائمه بر اهمیت و ضرورت قرض‌الحسنه بسیار تأکید شده و یکی از اقدامات در تعدیل اقتصادی و کمک به نیازمندان در جامعه اسلامی است.
قرض‌الحسنه نوعی قرض است که در آن بهره‌ای در کار نباشد. در تعریف دیگر عقدی است که به موجب آن بانک‌ها (به عنوان قرض‌دهنده) مبلغ معینی را طبق ضوابط مقرر در دستورالعمل ذیربط به اشخاص اعم از حقیقی یا حقوقی (به عنوان قرض گیرنده) به قرض واگذار می‌کنند.
- ساختار حقوقی: مبتنی بر رابطه داین و مدیون
- ماهیت حقوقی: از عقود لازمه
- کاربرد:

الف) تأمین وسایل و ابزار و سایر امکانات لازم برای ایجاد کار کسانی که فاقد این گونه امکانات باشند.
ب) تأکید بر افزایش تولید با تأکید بر تولیدات کشاورزی، دامی و صنعتی.
ج) رفع نیازهای ضروری.
- محدوده زمانی: در مورد بند الف و ب مدت پنج سال و در خصوص بند ج سه سال.
- کارمزد: در کلیه موارد حداکثر چهار درصد.

## در قرآن
عبارت قرض‌الحسنه در قرآن آمده است و در مورد قرض‌دادن به خداوند است که قرآن آن را در مورد صدقه به‌کار برده‌است و منظور از آن قرضی است که چند برابر خود نزد خدا ثواب دارد. اما معنای رایجی که اکنون در آن به‌کار برده می‌شود قرض بدون ربا است که در قرآن به‌کار نرفته‌است.

## ساختارهای اجرایی قرض‌الحسنه
در حقیقت، عملیات قرض‌الحسنه میان قرض‌دهنده و قرض‌گیرنده اتفاق می‌افتد. اما با گسترش جوامع انسانی و تخصصی‌تر شدن کارها، برای اجرای قرض‌الحسنه نیز سازمان‌هایی تشکیل شده‌است. این سازمان‌ها که به صندوق قرض‌الحسنه معروف هستند نقش واسطه‌ میان قرض‌دهنده و قرض‌گیرنده را بر عهده دارند.
در ایران تاریخ مشخصی برای راه‌اندازی اولین صندوق قرض‌الحسنه به دست نیامده‌است. اما برآوردهایی از سابقه حدود ۷۰ سال فعالیت صندوق‌ های قرض‌الحسنه در ایران حکایت دارد. بعد از پیروزی انقلاب ۱۳۵۷ اسلامی ایران این سنت در ایران گسترش یافت به نحوی که حدود ۵۰۰۰ صندوق قرض‌الحسنه در کشور فعالیت دارند.
در کشورهای غربی برخی از بانک های عمدتا کوچک و دارای منابع مالی محدود ، به مشتریانی که توان مالی بالایی ندارند امکاناتی مشابه فعالیت های قرض الحسنه در ایران فراهم می کنند که البته با توجه به تفاوت های گسترده و ماهیتی امور مالی ، اقتصادی و حتی مالیاتی در ایران و غرب،نباید انتظار تشابه فراوان این دو روش را داشت.
در ایران نیز برخی بانک‌ها برای تشویق مشتریان خود به افتتاح حساب قرض‌الحسنه ، جوایز و امتیازات مالی گوناگونی در نظر می گیرند که این خود نشان از این دارد که قرض الحسنه در صورت پیاده سازی صحیح و اصولی می تواند به رابطه ای دو سر سود منتج شود. یک امکان مالی مناسب و بی ضرر برای شهروندان و وام گیرندگان و یک منبع مالی مطمئن برای بانک ها و موسسات وام دهنده برای سرمایه گذاری های کلان در فعالیت های صنعتی ،کشاورزی و خدماتی.

## روش‌های دریافت وام بدون سود
وام بدون سود یک راهکار مالی هوشمندانه است که به خانواده‌ها کمک می‌کند برنامه‌ریزی مالی خود را بهبود بخشند و بودجه خانوادگی خود را به درستی مدیریت کنند. این نوع وام‌ها که بدون دریافت هرگونه بهره یا سود ارائه می‌شوند، به خانواده‌ها امکان می‌دهند تا برای تأمین نیازهای خود از منابع مالی خارجی استفاده کنند و با استفاده از آن می‌توانند خریدهای خود را به سادگی پیش‌بینی کنند و از تخصیص منابع مالی به شیوه‌ای هوشمندانه و بهینه استفاده کنند.
- وام بدون سود بانک‌ها و مؤسسات مالی

بسیاری از بانک‌ها و مؤسسات مالی نیز برنامه‌های وام بدون سود را ارائه می‌دهند. این برنامه‌ها معمولاً برای افرادی که در شرایط مالی ضعیفی قرار دارند و نیاز شدید به وام دارند، طراحی شده‌اند. در این برنامه‌ها، هیچ سودی به بانک بازگشت داده نمی‌شود و بازپرداخت وام بر اساس شرایطی که قبلاً تعیین شده، انجام می‌شود. البته این نوع وام همیشه در دسترس نیست چون دولت باید برای آن بودجه اختصاص دهد.
- وام قرض الحسنه بدون سود موسسه‌های خیریه

بسیاری از این سازمان‌ها برنامه‌های وام بدون سود را برای افرادی که نیاز مبرم به وام دارند، ارائه می‌دهند. برخی از این سازمان‌ها حتی به افرادی که در حالت مالی بسیار ضعیفی قرار دارند و نمی‌توانند وام بگیرند، وام می‌دهند. این روش، یک راه‌حل عالی است و به افراد نیازمند امکان می‌دهد تا بدون نگرانی از پرداخت سود، مشکلات مالی خود را حل کنند.
- صندوق وام خانگی

اعضای صندوق، وام گیرندگان و هم وام دهندگان هستند و قوانین اصلی دربارهٔ اعطای وام‌ها و شرایط بازپرداخت آن‌ها توسط اعضا تصمیم‌گیری می‌شود. این امر به اعضای صندوق امکان می‌دهد که از وام بدون سود و با شرایط منصفانه و مقرون به صرفه بهره‌مند شوند.
- سرمایه‌گذاری اجتماعی

راه حل دیگر این است که از سرمایه‌گذاری اجتماعی استفاده کنید. سرمایه‌گذاری اجتماعی یک روش است که توسط سازمان‌ها و شرکت‌ها برای کمک به افراد و جوامع ضعیف تر، مورد استفاده قرار می‌گیرد. در این روش، شما می‌توانید پول خود را در یک سازمان یا شرکت سرمایه‌گذاری اجتماعی قرار داده و بازدهی آن را دریافت کنید. این روش، به شما امکان می‌دهد تا به‌طور غیرمستقیم وام بدون سود دریافت کنید و توان مالی خود را افزایش دهید.